# Sint-Josephkerk (1867, Den Haag)
De Sint-Josephkerk was een rooms-katholieke kerk aan de Van der Duynstraat 65 in Den Haag.
De kerk werd in 1867 gebouwd voor de destijds sterk groeiende bevolking van de Schilderswijk. Architect Theo Asseler ontwierp een kleine houten kerk, die al snel te klein bleek. In 1880 werd de Sint-Josephparochie gesticht en in 1886 werd gestart met de bouw van de grote Sint-Josephkerk aan de Van Limburg Stirumstraat. In 1888 werd deze kerk ingewijd en ging de houten kerk aan de Van der Duynstraat over naar de Vincentius-vereniging die er de Sint-Josephscholen A en B in vestigden. In 1896 verkocht de parochie de kerk aan de Vincentius-vereniging, waarna het gebouw rond 1900 werd gesloopt. In 1902 werd op deze plaats een nieuw schoolgebouw geopend, dat er tegenwoordig nog staat.

## Bron
- Haagse Scholen - Jozefscholen Van der Duynstraat (1888-1962)
- Reliwiki - Sint-Josephkerk

Abdijkerk van Loosduinen · 
Allerheiligst Sacramentskerk · 
Anglican Church of St. John and St. Philip · 
Antonius Abtkerk · 
Badkapel · 
Bethelkerk (Scheveningen) · 
Bethlehemkerk · 
Christus Triumfatorkerk · 
Duinoordkerk · 
Duinzichtkerk · 
Eben-Haëzerkerk · 
Onze Lieve Vrouw Onbevlekt Ontvangenkerk · 
Emmauskerk · 
Grote of Sint-Jacobskerk · 
Sint-Jacobus de Meerderekerk  · 
H.H. Engelbewaarderskerk · 
H.H. Jacobus- en Augustinuskerk · 
Hofkapel · 
H. Familiekerk · 
Julianakerk (Transvaalkwartier) · 
Prinses Julianakerk (Scheveningen) · 
Kerk van de H. Martelaren van Gorcum · 
Kerk van Eikenduinen · 
Kloosterkerk · 
Lourdeskapel · 
Lutherse kerk · 
Maranathakerk · 
Nieuwe Badkapel · 
Nieuwe Kerk ·
Onbevlekt Hart van Mariakerk ·
O.L.V. Hemelvaartkerk · 
O.L.V. van Goede Raadkerk · 
Oosterkerk · 
Oude Kerk · 
Paleiskerk · 
Pastoor van Arskerk · 
Pniëlkerk · 
Sint-Agneskerk · 
Sint-Josephkerk (1867) · 
Sint-Josephkerk (1886) · 
Sint-Marthakerk · 
Sint-Paschalis Baylonkerk · 
Sint-Theresia van Lisieuxkerk · 
Sint-Willibrorduskerk · 
Teresia van Avilakerk · 
Vredeskapel · 
Waalse Kerk · 
Wilhelminakerk (1908) · 
Wilhelminakerk (1954) · 
Willemskerk · 
Willibrorduskapel